# Sander van Doorn
Sander van Doorn, vlastním jménem Sander Ketelaars, (* 28. února 1979, Eindhoven, Nizozemsko) je nizozemský producent a DJ tvořící a hrající trance a progressive.

## Biografie
Svoji kariéru zahájil jako DJ ve věku 16 let a tvořil pod aliasy Sander Van Doorn, Larsson, Sandler, Stan Larsson a Sam Sharp. Sander se během posledních tří let vypracoval z téměř neznámého DJe na světoznámou osobnost, přičemž nejdůležitějším rokem v jeho kariéře byl rok 2006, kdy se de facto přehoupl na mezinárodní úroveň.

## Kariéra
Pokud zrovna nehraje v klubu, pracuje ve svém studiu. V roce 2006 vystoupil třikrát v rozhlasové stanici BBC Radio 1, kde zároveň 1. června 2007 nahradil Eddieho Halliwella.

## Diskografie

### Alba
- 2008 Supernaturalistic
- 2011 Eleve11

### Singly
- 2004 Twister (RR, as Sam Sharp)
- 2004 Loaded (Oxygen)
- 2004 Punk'd (Oxygen)
- 2004 Dark Roast (Oxygen)
- 2004 Deep / In-Deep (Reset, as Sam Sharp)
- 2004 Theme Song (Liquid, as Sandler)
- 2005 Chemistry EP (Liquid, as Sandler)
- 2005 Bling Bling (Oxygen)
- 2005 ERROR (Reset, as Sam Sharp)
- 2005 Adrenaline / Push Off Me (Oxygen, as Purple Haze)
- 2005 A.K.A (Oxygen)
- 2005 S.O.S. (Message In A Bottle) (Whitelabel, as Filterfunk)
- 2005 Hoover:Craft (Reset, as Sam Sharp)
- 2006 Eden / Rush (Oxygen, as Purple Haze)
- 2006 Pumpkin (Oxygen)
- 2007 Grasshopper/ Grass-Hopper (Oxygen)
- 2007 By Any Demand feat MC Pryme (Spinnin)
- 2007 King of My Castle (Sander van Doorn Remix)(Spinnin)
- 2007 Riff (DOORN)
- 2008 The Bass (Nebula/EMI)
- 2008 Apple
- 2008 Sushi
- 2008 Organic (with Marco V)
- 2009 Close My Eyes (with Robbie Williams and Pet Shop Boys) (Nebula)
- 2009 Roundabout (as Sam Sharp)
- 2009 What Say (with Marco V)
- 2009 Bastillion
- 2009 Bliksem (as Purple Haze)
- 2009 Ninety
- 2010 Renegade
- 2010 Daisy
- 2010 Reach Out
- 2010 Hymn 2.0 (as Purple Haze)
- 2010 Daddyrock
- 2010 Season (as Sandler, from 2004)
- 2010 Intro (XX Booty Mix)
- 2011 Love Is Darkness (with Carol Lee)
- 2011 Koko
- 2011 Timezone (as Purple Haze with Frederick)
- 2011 Drink To Get Drunk
- 2011 Who's Wearing The Cap (Laidback Luke vs. Sander van Doorn)
- 2011 What Did I Do (Kele vs. Sander van Doorn feat. Lucy Taylor)
- 2012 Chasin'
- 2012 Nothing Inside (featuring Mayaeni)
- 2012 Kangaroo (featuring Julian Jordan)
- 2012 Joyenergizer
- 2013 Ten (with Mark Knight & Underworld)

## Identity - Radio Show
Identity je pravidelná radio show hrající každou neděli od 00:00 do 01:00 na rádiu DI.FM.